# 일본의 텔레비전 애니메이션 목록/ㅇ
일본의 텔레비전 애니메이션 목록 (ㅇ)에서는 ㅇ으로 시작되는 제목의 일본의 애니메이션을 서술한다.

## 아
- 아니메 점장
- 아라타 칸가타리
- 아르카나 파밀리아
- 아마가미
- 아이 엠 스타!
- 아이들의 시간
- 아이돌타임 프리파라
- 아카메가 벤다!
- 아키라
- 아키칸!
- 아즈망가 대왕
- 악마의 리들
- 안녕, 절망선생
- 암살교실
- 애니메이션 고베
- 애천사전설 웨딩피치
- 앨리슨과 리리아

## 야
- 야와라!
- 양의 노래

## 어
- 어느 비공사에 대한 연가
- 언제나 나의 산타!
- 엄마 찾아 삼천리
- 에반게리온 신극장판
- 에스퍼 마미
- 에어 기어
- 에어리어 88
- 에이·시·지·티
- 에이리언9
- 엔젤하트
- 엘펜리트
- 엔젤비트
- 엠마

## 여
- 여기는 잘나가는 파출소
- 역하렘물
- 옆자리 괴물군
- 옆자리 세키군

## 오
- 오늘부터 신령님
- 왈가닥 작은 아씨
- 왕도둑 JING
- 왕립우주군~오네아미스의 날개~
- 오소마츠상

## 요
- 요리왕 비룡
- 요괴워치
- 요술소녀
- 용자 엑스카이저
- 용자경찰 제이데커

## 우
- 우리 집의 여우신령님.
- 우주전함 야마토
  - 우주전함 야마토 (1977년 영화)
  - 우주전함 야마토 (2010년 영화)
  - 우주전함 야마토 2
- 우주해적 캡틴 하록
- 울트라매니악
- 웨딩피치 DX
- 월간순정 노자키군
- 원피스

## 유
- 유루메이츠
- 유루유리
- 유유백서
- 유희왕
  - 유희왕 듀얼몬스터즈
  - 유희왕 GX
  - 유희왕 5D's
  - 유희왕 ZEXAL
  - 유희왕 ARC-V
  - 유희왕 VRAINS
  - 유희왕 SEVENS

## 으
- 은하영웅전설
- 은하철도 999
- 은하철도 이야기
- 은혼
- 음수학원: 라☆블루 걸

## 이
- 이나리, 콩콩, 사랑의 첫걸음
- 이나중 탁구부
- 이누가미 양과 네코야마 양
- 이누×보쿠SS
- 이누야샤
- 이니셜 D
  - 이니셜 D의 자동차
- 이리야의 하늘, UFO의 여름
- 이 멋진 세계에 축복을!
- 익시온 사가 DT
- 인어 시리즈
- 일기당천
- 일주일간 친구